# Dmitrij Kozlovskij
Dmitrij Ėduardovič Kozlovskij (in russo Дмитрий Эдуардович Козловский?; San Pietroburgo, 23 dicembre 1999) è un pattinatore artistico su ghiaccio russo, campione europeo a Graz 2020 insieme ad Aleksandra Bojkova. Sempre in coppia, vanta pure una medaglia di bronzo agli Europei di Minsk 2019, e con Bojkova è stato anche vicecampione mondiale juniores nel 2017.

## Biografia
Kozlovskij inizia a pattinare nel 2004 dedicandosi al pattinaggio singolo, nel gruppo di Aleksej Mišin a San Pietroburgo, sua città natale. Nel luglio 2015 comincia ad allenarsi nel pattinaggio a coppie trasferendosi nella squadra di Tamara Moskvina, e nel mese di novembre dello stesso anno si unisce ad Aleksandra Bojkova.
Al loro debutto internazionale juniores nel corso della stagione 2016-17, Kozlovskij e Bojkova salgono subito alla ribalta vincendo la medaglia di bronzo nella Finale Grand Prix di categoria, poi si laureano campioni nazionali juniores, e concludono la stagione ottenendo il secondo posto ai Mondiali juniores che si sono disputati a Taipei nel marzo 2017.
La stagione successiva cominciano a partecipare alle loro prime competizioni senior e nel 2019, freschi del terzo posto ottenuto ai campionati nazionali russi, debuttano ai campionati europei vincendo la medaglia di bronzo, superando di 0.14 punti il duo italiano Della Monica / Guarise grazie al miglior punteggio ottenuto nel programma libero. Poi disputano a Saitama, in Giappone, pure i loro primi campionati mondiali concludendo in sesta posizione. 
Nel dicembre 2019 terminano ai piedi del podio nella Finale Grand Prix e successivamente si aggiudicano per la prima volta il titolo nazionale russo, spodestando i due volte consecutive campioni uscenti Evgenija Tarasova e Vladimir Morozov. Si ripetono nuovamente agli Europei di Graz 2020 guadagnando il titolo continentale, stabilendo il nuovo record personale col punteggio 234.58, relegando nettamente in seconda posizione la coppia Tarasova / Morozov con una differenza di quasi 26 punti.

## Programmi
(con Bojkova)
| Stagione  | Programma corto                                       | Programma libero                                   |
| --------- | ----------------------------------------------------- | -------------------------------------------------- |
| 2019-2020 | - My Way eseguita da André Rieu                       | - Writing's on the Wall eseguita da Sofia Karlberg |
| 2018-2019 | - Dark Eyes eseguita da Igor Bourco's Uralski Jazzmen | - Lo schiaccianoci di Pëtr Il'ič Čajkovskij        |
| 2017-2018 | - Sochi Sarabanda di Alexander Goldstein              | - Lo schiaccianoci di Pëtr Il'ič Čajkovskij        |
| 2016-2017 | - Flamenco di Didulia                                 | - Tristano e Isotta di Maxime Rodriguez            |

## Palmarès

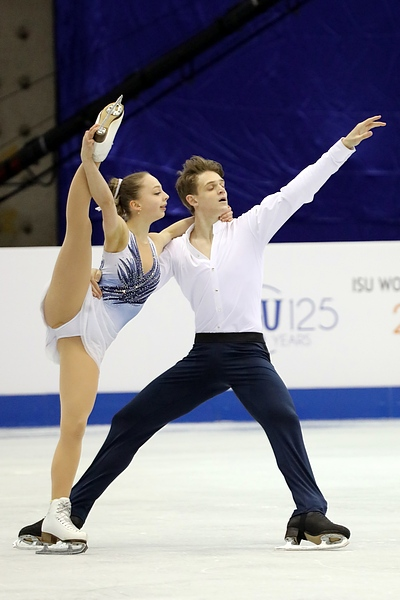
Bojkova e Kozlovskij ai Mondiali juniores del 2017

(con Bojkova) 
| Risultati                                                                                             | Risultati      | Risultati      | Risultati      | Risultati      | Risultati      | Risultati      | Risultati      | Risultati      | Risultati      |
| Internazionali                                                                                        | Internazionali | Internazionali | Internazionali | Internazionali | Internazionali | Internazionali | Internazionali | Internazionali | Internazionali |
| Evento                                                                                                | 2016–17        | 2017–18        | 2018–19        | 2019-20        | 2020-21        | 2021-22        | 2022-23        | 2023-24        | 2024-25        |
| --- | -------------- | -------------- | -------------- | -------------- | -------------- | -------------- | -------------- | -------------- | -------------- |
| Olimpiadi                                                                                             |                |                |                |                |                | 4°             |                |                |                |
| Campionati mondiali                                                                                   |                |                | 6º             | C              | 3º             |                |                |                |                |
| Campionati europei                                                                                    |                |                | 3º             | 1º             | C              | 3º             |                |                |                |
| Finale Grand Prix                                                                                     |                |                |                | 4º             |                | C              |                |                |                |
| GP Francia                                                                                            |                |                | 3º             |                |                | 1º             |                |                |                |
| GP Rostelecom Cup                                                                                     |                |                |                | 1º             | 1º             |                |                |                |                |
| GP Skate America                                                                                      |                |                |                |                |                | 3º             |                |                |                |
| GP Skate Canada                                                                                       |                |                | 4º             | 1º             |                |                |                |                |                |
| CS Finlandia Trophy                                                                                   |                |                | 3º             | R              |                | R              |                |                |                |
| CS Ice Star                                                                                           |                | 1º             |                |                |                |                |                |                |                |
| CS Lombardia Trophy                                                                                   |                |                | 2º             |                |                |                |                |                |                |
| CS Warsaw Cup                                                                                         |                | 2º             |                |                |                |                |                |                |                |
| Shanghai Trophy                                                                                       |                |                |                | 2º             |                |                |                |                |                |
| Internazionali: categoria Junior                                                                      |                |                |                |                |                |                |                |                |                |
| Campionati mondiali                                                                                   | 2º             |                |                |                |                |                |                |                |                |
| JGP Finale                                                                                            | 3º             | 5º             |                |                |                |                |                |                |                |
| JGP Croazia                                                                                           |                | 3º             |                |                |                |                |                |                |                |
| JGP Germania                                                                                          | 4º             |                |                |                |                |                |                |                |                |
| JGP Lettonia                                                                                          |                | 2º             |                |                |                |                |                |                |                |
| JGP Russia                                                                                            | 2º             |                |                |                |                |                |                |                |                |
| Nazionali                                                                                             |                |                |                |                |                |                |                |                |                |
| Campionati russi                                                                                      | 6º             | 5º             | 3º             | 1º             | 2º             | 2º             | 1º             | 2º             | 2º             |
| Campionati russi juniores                                                                             | 1º             | 4º             |                |                |                |                |                |                |                |
| CS = Challenger Series; GP = Grand Prix; JGP = Junior Grand Prix; R = Ritirata; C = Evento cancellato |                |                |                |                |                |                |                |                |                |